# Dolichopeza polita
Dolichopeza polita är en tvåvingeart. Dolichopeza polita ingår i släktet Dolichopeza och familjen storharkrankar.

## Underarter
Arten delas in i följande underarter:
- D. p. cornuta
- D. p. polita
- D. p. pratti